# Сатка
Сатка (на руски: Сатка) е град в Русия, административен център на Саткински район, Челябинска област. Населението му към 1 януари 2018 година е 41 798 души.